# Кривенкове
Кри́венкове — село в Україні, у Березівській сільській громаді Шосткинського району Сумської області. Населення становить 72 осіб.

## Географія
Село Кривенкове розташоване на відстані 3 км від сіл Береза, Іващенкове та Шакутівщина.
По селу тече струмок, що пересихає із загатою.
До села примикає ліс.

## Історія
Поблизу села знайдені залишки поселення епохи неоліту (IV тис. до н. е.).
12 червня 2020 року, відповідно до розпорядження Кабінету Міністрів України № 723-р «Про визначення адміністративних центрів та затвердження територій територіальних громад Сумської області», село увійшло до складу Березівської сільської громади.
19 липня 2020 року, в результаті адміністративно-територіальної реформи та ліквідації Глухівського району, село увійшло до складу новоутвореного Шосткинського району.